# 格拉博韋 (沙齊克區)
51°26′16″N 23°41′56″E / 51.43778°N 23.69889°E
格拉博韋（烏克蘭語：Грабове），是烏克蘭的村落，位於該國西部沃倫州，由科韋利區負責管轄，面積0.49平方公里，海拔高度171米，2001年人口294，人口密度每平方公里600人。